# Cerithiopsis blandi
Cerithiopsis blandi is een slakkensoort uit de familie van de Cerithiopsidae. De wetenschappelijke naam van de soort is voor het eerst geldig gepubliceerd in 1900 door Deshayes in Vignal.